# MIST (池井戸潤)
『MIST』（ミスト）は、池井戸潤の推理小説。長編小説。『小説推理』（双葉社）2001年7月号から2002年4月号まで『魔笛』（まてき）のタイトルで連載され、加筆修正のうえ『MIST』に改題され2002年11月30日に単行本が刊行された。2005年7月11日に双葉文庫版が刊行された。
のどかで風光明媚な高原の町・紫野で発生する、被害者がいずれも鋭利な刃物で喉から頸動脈を切断される連続殺人事件に、町でただ一人の警察官・上松五郎が挑むミステリー。

## あらすじ

### 第一章 春の散るらむ
桜の舞う4月、紫野駐在所の巡査 上松五郎は夕食をまかなう金物屋の未亡人 古田徳江から、中学校の女教師 阿川菜月に声をかけるよう促されていると、旅館「かりん」の女将はつが現れ、ヤクザ風の二人組を宿泊させてしまったと相談を持ちかける。五郎は宿泊客の新田広志と村越次郎は手配書に載るような手合いではないと報告する。
しかしその週末、はつが再び現れ、間宮産業の社長 間宮修造が募った社債が元本割れする恐れや、あの二人組が間宮に借金返済を迫る取り立て屋であったと告げられる。
間宮産業の経営不振の噂が瞬く間に広がった半月後、自宅脇の納屋で農薬を服毒し喉を切り裂かれた修造の遺体が発見される。葬儀で妻の辰子は、新田と村越が事件当日に現れていたと五郎に話し、彼らが修造を殺害したのではないかと告げる。しかし修造が2億円の生命保険に加入していたため、辰子はU県警の刑事・奈倉昭三から事情聴取を受けることになる。

### 第二章 中野「霧」事件
修造の死から半月後の5月9日、五郎は女将のはつから宿泊客の記者・国分絋一が戻ってこないと相談される。国分は『中野「霧」事件の意外な展開』と書かれた手帳を残し、紫野に転居した榊弘道の住所を確認していたことが判明する。五郎は榊の別荘を訪れ国分の訪問はなかったと言われるが、榊が戎ファイナンスを経営し、新田と村越が彼の配下であることが明らかとなる。
国分の手帳に記された『中野「霧」事件』が、5年前に自殺願望者が集うネット掲示板「MIST」の会員5名が喉を切り裂かれて殺害された未解決事件と徳江に教えられた五郎は、国分がその事件を追い、榊が真犯人と考えていたのではないかと推理する。徳江が図書館で集めてくれた新聞記事の中に、国分の苗字と同じ貴江という女性経営者の自殺記事があり、その背景が榊が銀行を辞めた不祥事と類似していたことが分かる。
五郎は調査のため榊の別荘に忍び込むと、電気屋の息子 高田丈司と立花ハイカラ堂の娘 立花多英に遭遇する。丈司は多英の母 叶江が榊と密会していないか確認しに来たと話す。その後、国分の車が発見され、異臭がする雑木林で喉を切り裂かれた国分の腐乱死体が発見される。
間宮が殺害された夜に不審者を目撃していた新田は、その男を商店街で見つけ村越と共に尾行し強襲するが、二人とも喉を切り裂かれ殺害される。

### 第三章 事件記者
国分の先輩記者 関矢譲は、国分の葬儀で彼の叔母 佐伯早苗から、国分が姉・貴江の自殺の動機を経営難とは思っていなかったと聞かされる。関矢は新聞社に残る国分の取材ノートから、榊を追っていた痕跡を見つけ、国分の手帳に記された『中野「霧」事件の意外な展開』を手がかりに、中野警察署の老刑事 喜多肇を訪ねる。
喜多は国分を一時出入り禁止にしていたが、その理由が国分が「霧」事件の容疑者リストを盗み出したためであった。関矢は国分の自宅アパートに「霧」事件の取材ノートや容疑者リストがあるか確認するが、既に犯人が回収した痕跡があった。
関矢は国分の足取りを追い紫野に赴き、役場から榊の住所や転入者リストを入手。榊の別荘を訪ねる途中、転入者リストの中に中野「霧」事件の容疑者の名前があるのではないかと閃くが、道中すれ違った男に殺害されリストを奪われる。

### 第四章 肝だめし
多英の弟 千明と呉服屋の息子 篠原鉄男は、肝だめしをした紫野の廃屋で喉元を切り裂かれた関矢の腐乱死体を発見する。
多英の父 春彦は、従業員の小暮美咲と不倫関係にあるが、妻の叶江が榊と不倫していると知り嫉妬する。だが叶江の不倫は春彦が榊への借金返済に困っていると知り、名古屋の戎ファイナンスに返済猶予を願った際、貞淑な人妻が金のために抱かれる状況に欲情した榊から肉体関係を求められたことが真相であった。
菜月は不倫相手の理科教師 貴船裕久がネット掲示板「MIST」を閲覧し、5年前に中野東中学に赴任していたと知り、彼が連続殺人に関わりがあるのではないかと疑い始める。
そんな中、菜月は榊を殺してしまったと助けを求める多英からの電話を受け、五郎とともに榊の別荘に急行すると、喉元を切り裂かれた榊の死体を発見する。多英は母との浮気をやめてほしいと榊の別荘を訪れたが、榊に押し倒され果物ナイフで抵抗しようとするが頭部を強打し意識を失い、目覚めると血まみれの榊が横たわっていたと証言する。だが、榊の喉の傷の深さから多英に犯行は不可能で、別人による犯行と判断される。
菜月は5年前に東京にいた紫野の人物が事件に関係があるのかと五郎に質問するが、心当たりがあるのかと五郎に大声で訊ねられたため、口を噤む。

### 第五章 霧の記憶
榊の別荘に警察犬が投入され犯人が追跡されるが、農業用水を逃走したらしく、そこで足取りが途絶える。五郎は菜月にそのことを伝えると、関矢の腐乱死体が発見された廃屋からも農業用水を通じてつながる井戸があることが判明する。菜月の同僚教師 宮井京介の案内でその井戸に赴くと、井戸の底から汚れが付着した黒っぽいシャツを発見し、鑑識の結果その汚れが榊の血液と判明する。
五郎は犯人が再び井戸に戻ってくるのではないかと隠れて井戸に張り込むが、そのことを徳江から聞いた丈司が現れ五郎を驚かせる。程なく初老の男性が現れ、井戸の周りを一通り眺めた後、もと来た道を引き返す。五郎は気づかれないように跡を追うが山道の途中で見失う。
大雨が降りだし、駐在所に戻った五郎は丈司に紫野に東京に赴任したことがある教員がいるかと質問すると、理科教師の貴船が教員研修で赴任していたと教えられる。五郎は奈倉を通して教育委員会に確認してもらうと、赴任地や赴任期間が『中野「霧」事件』と一致し、農薬にも詳しいことが判明する。五郎は奈倉に願い出て、貴船の自宅での事情聴取に同行させてもらう許可を得る。

### 第六章 スナップ写真
貴船は理科準備室のパソコンで菜月がネット掲示板「MIST」を閲覧した履歴を発見する。貴船は小学校の教員だった妻の香代が同僚の男性教員と不倫中に交通事故に遭い、瀕死の重傷を負い全身麻痺で意思を伝えられなくなっただけでなく、妻の気持ちが自分に向いていない事実に絶望しており、そんな中で出会った菜月に救われていたが、「MIST」の閲覧がバレたことで終わりを迎えると悟り、自宅に戻る。
帰宅後、ヘルパーの仲本清美が香代の世話を終えて引き上げると、貴船は香代のベッドにかつてプレゼントしたオルゴールが置かれていることに気づく。オルゴールを開けると、香代の不倫相手とのスナップ写真が入っており、香代の目は恐怖に見開かれる。貴船は怒りから香代の首に手をかけ途中で手を離したものの、最後は酸素チューブを抜きオルゴールを窓ガラスに投げつけ、咆哮し家を出る。
五郎たちが貴船宅に到着し、発見した香代の心臓マッサージを行い救急隊員に引き継ぐが、死亡が確認される。五郎は割れた窓ガラスの外にオルゴールを発見し、奈倉の捜索令状の手配で家宅捜索すると、貴船の部屋から彼が菜月の肩に腕をかける写真を発見する。五郎は菜月の危機を察知し紫野へ引き返す。
菜月は学校で貴船から逃れていたが、五郎の到着で助けられる。貴船は行方を眩ませ、共犯を疑われた菜月は奈倉から事情聴取を受けるが、不倫以外は認めず何も知らないと主張し、帰宅を許される。菜月を護衛する警察官は彼女を部屋に先導するが、部屋の内部を見て凍りつく。

### 終章 オルゴール
雷鳴が轟く夜、菜月は布団に入りながら、最近紫野にいる記者の数が減り新聞の扱いも小さくなってきたことから、このまま忘れられればいいと思っていた。カーテンに人影を感じた菜月は確認すると、窓の外に影が動くのを目撃する。布団から飛び起きて窓を開けて確認すると誰もいなかったが、玄関のドアノブが動き始める。菜月は固定電話で五郎に連絡しようとするが回線が切断されており、携帯電話で連絡を試みるが、指が震えて操作できない。ドアが開き男が侵入し菜月は悲鳴をあげてバッグを投げ抵抗するが、サバイバルナイフを持つ男は、簡単にかわす。
男に壁へ追い詰められ菜月は絶体絶命の状態になるが、警察官が突入し男を取り押さえる。五郎は菜月の肩にタオルケットをかけ、怪我がないかを確認する。
事件から半月後、菜月は駐在所の五郎を訪ねる。五郎は記者の国分や関矢が『中野「霧」事件』の容疑者リストに載る人物を紫野の転居者リストで発見したために殺害されたのだろうと中野署の老刑事 喜多と推理し、そこから連続殺人の真犯人を突き止めたと菜月に明かし、事件の顛末を語る。

## 登場人物

### 主要人物
上松 五郎（うえまつ ごろう）
紫野駐在所の巡査。32歳。市職員の父と小学校教員の母との間に生まれた3人兄弟の末っ子。独身。
5年前に発生した連続殺人・中野「霧」事件と符合する紫野で発生した連続殺人の犯人捜しに奔走する。

### 五郎の関係者
阿川 菜月（あがわ なつき）
紫野中学の教師。コーラス部顧問。2年前に初赴任で紫野にやってきた。学校近くの教員住宅に住む。五郎の母の教え子だった。
教頭や教務主任、父兄からのいわれのない批判を庇い立てしてくれる貴船に恋愛感情を抱き、妻帯者と知りながら告白し不倫関係となる。
古田 徳江（ふるた とくえ）
紫野の金物屋の未亡人。五郎の母の古い友人。社交的で噂話好き。2人の娘は名古屋に嫁ぎ一人暮らし。
一人暮らしの五郎のために夕食をまかない、ともに食事する。独身の五郎に菜月へ声をかけるようお節介を焼く。
高田 丈司（たかだ じょうじ）
紫野の商店街にある電気屋の息子。高校3年だが登校せずバイクを乗り回す不良少年。 家庭環境に苦悩する多英に寄り添う。
塔野ダムの慰霊塔の前に新聞紙にくるまれた血まみれの登山ナイフが置かれていると五郎に通報する。
友人が見つけた掲示板サイト「MIST」での間宮と思われる「りん蔵」と農薬を教唆する「博士」とのやり取りを五郎に教える。
奈倉 昭三（なくら しょうぞう）
U県警M署捜査一課の刑事。紫野での連続殺人事件を捜査する。
喜多 肇（きた はじめ）
中野警察署の老刑事。中野「霧」事件の捜査担当。現場の叩き上げの武骨な男でごま塩頭。「ひょっとこ」というあだ名。
紫野の殺人事件の犯人が「霧」事件と同一犯なら、何らかのきっかけで5年ぶりに殺人を再開したはずだと取材した関矢に告げる。
5年前、「霧」事件の捜査資料である容疑者リストを国分に盗まれている。

### 紫野
中部地方にあるU県塔野町から九十九折りの坂を上った標高5百メートルに位置する人口数千人の高原の集落。

#### 紫野中学
貴船 裕久（きふね ひろひさ）
理科教師。30半ば。野球部顧問。ほのぼのとした見てくれ。近隣のM市から通勤する。理科準備室で熱心に教育研究の論文を書いている。
大学時代に農業を学んでおり、農協の勉強会に講師として招かれることもある。
宮井 京介（みやい きょうすけ）
数学教師。テニス部顧問。日焼けして長身で逞しく、精悍な顔つき。独身。菜月と同じ教育学部の1年先輩であった。
菜月と二人きりになるころ合いを見計らい声をかけ、二人になると「阿川」から「菜月」と呼び方を変える。
片桐（かたぎり）
教師。独身。菜月と同じく教員住宅に住む。
高瀬（たかせ）
事務員。

#### 立花家
立花 春彦（たちばな はるひこ）
多英と千明の父親。45歳。洋品店・立花ハイカラ堂の三代目店主。5千万円借金して塔野に支店を出すが見込みが外れ運転資金に窮する。
ゴルフ場のキャディーをしていた美咲と出会い不倫関係となり、資金難となってからも金を貢いでいる。
立花 叶江（たちばな かなえ）
多英と千明の母親。借金をして出店した塔野支店の失敗から夫婦仲を悪くする。多英に榊との不倫をきづかれる。
立花 多英（たちばな たえ）
紫野中学3年。コーラス部。U高校音楽科への進学を希望するが、立花ハイカラ堂の経営不振や母と榊の不倫に苦悩する。
立花 千明（たちばな ちあき）
多英の弟。小学5年生。

#### 立花家の関係者
小暮 美咲（こぐれ みさき）
立花ハイカラ堂塔野店の店員で春彦の不倫相手。30歳。バツイチ。あかねカントリークラブの元キャディー。
春彦から給料とは別に毎月渡される30万円で紫野の町営住宅から月10万円のマンションに移り住む。
川村（かわむら）
立花ハイカラ堂の顧問税理士。

#### 旅館かりん
140年続く紫野の老舗旅館。
はつ
女将。50歳。刺青のはいった新田たちが宿泊したのを恐れ、トラブルが起こってからでは遅いと駐在所の五郎に相談に現れる。
「間宮ファンド」に金を出しており、新田たちが間宮の借金取りと知り、元本保証も雲行きが怪しくなったことから、詐欺だと騒ぎ出す。
城山（しろやま）
番頭。罅の入ったガラス窓のような顔。

#### 間宮産業
紫野にある大手電機メーカーの下請け業者。
間宮 修造（まみや しゅうぞう）
社長。庄屋の出で間宮産業を起業した紫野の実力者。紫野の住民に年利8パーセントを謳う「間宮ファンド」という社債を発行する。
しかし返済期日の1カ月半前に自宅脇の納屋で農薬を服毒し喉が掻き切られた血まみれの死体が発見される。
間宮 辰子（まみや たつこ）
修造の妻。M市にある開業医の娘で、間宮家へ嫁いだ当初、紫野を僻地と平然と言ってのけ反感を買う。
夫の死体の第一発見者で修造が加入した生命保険の2億円の受取人であった。

#### その他の住民
木田（きだ）
園芸品店「木田商店」の店主。間宮修造の幼なじみ。間宮が服毒した農薬を彼に販売したと警察に証言する。
若林 康太（わかばやし こうた）
塔野町役場 紫野支所の職員。五郎の釣り仲間。30過ぎのひょろりとした印象。役場に現れた国分から紫野へ転居した人の話が聞きたいと紹介を依頼される。
及川（おいかわ）
消防団員。紫野のはずれにある小さな集落・鷹番で国分のものと思われる自動車を発見したと五郎に通報する。
テツオ / 篠原 鉄男（しのはら てつお）
小学6年生。中学生にしか見えない健康優良児。家業の呉服屋は小中学のトレーニングウェアを扱い、羽振りがいい。
紀孝（のりたか）
テツオの同級生。幽霊屋敷と呼ばれる廃屋で肝だめしをしようと千明たちを誘うテツオにしり込みする。

### 紫野以外の住民
大久保（おおくぼ）
塔野にある信用金庫の支店長。立花からの2千万円の運転資金の融資依頼に、検討はするが難しいと対応する。
貴船 香代（きふね かよ）
貴船の妻。元小学校教師。3年前、不倫相手の同僚教師と同乗する車が交通事故に遭い瀕死の重傷を負い、全身麻痺に近い状態となる。
仲本 清美（なかもと きよみ）
香代のヘルパー。M市郊外にある貴船の家で香代を介護する。

### 戎ファイナンス
間宮や立花が借金している名古屋にある商工ローン。
榊 弘道（さかき ひろみち）
社長。40過ぎ。ゴルフ場・あかねカントリークラブの会員券購入を機に、名古屋から紫野に建てた別荘へ住民票を移す。白いベンツを運転する。
元関東相互銀行蒲田支店 融資課の行員だが、融資先の女社長が金を持ち逃げし担当していた部下が首つり自殺した責任から退職したという。
多英が別荘を訪問した夜、多英を襲い、彼女が意識を失っている間に何者かに殺害される。
新田 広志（にった ひろし）
契約社員。ローンの取り立て屋。狐顔の暗い表情の男。村越の兄貴分。
間宮が殺害された夜、取り立てに行った際に不審者の顔を目撃し後日探し当てるが、追跡中に殺害される。
村越 次郎（むらこし じろう）
契約社員。頭頂部が円形に禿げ上がり頭の周りに沿って短い髭。恐ろしく童顔だが喉仏まで垂れた細い顎鬚が印象的な男。
濃紺のクラウンを運転し新田とともに不審者を追跡中に殺害される。

### 東京時事日報
新聞社。
国分 絋一（こくぶ こういち）
社会部の記者。間宮修造の事件から半年後、1週間の休暇を取っていすゞジェミニで紫野を訪れる。
かりんに宿泊した2日目の朝、『中野「霧」事件の意外な展開』と書き留めた手帳を宿に残し車で出発し行方不明となるが、のちに死体が発見される。
関矢 譲（せきや ゆずる）
社会部の記者。国分の先輩。国分を追い紫野を訪れ彼の殺人事件に遭遇、とんでもないスクープが取れるかもしれないと漏らしていたと五郎に告げる。
5年前、二番目の被害者・秋川の事件を取材したのを契機に、国分とともに中野「霧」事件で中野警察署を密着取材している。
国分の紫野での取材が彼の姉・貴江の自殺に関係していることを掴み国分の取材の足跡を追うが、1か月後、廃屋から腐乱死体で発見される。
斉藤 芳己（さいとう よしき）
大田区を担当するベテラン記者。国分の姉・貴江の自殺を取材しており、関矢に貴江の会社の役員であった吉井の連絡先を教える。
真田 良二（さなだ りょうじ）
M市の支局長。新田、村越の殺害された日の榊のアリバイを、戎ファイナンスから借金している立花の妻・叶江が証明したことを関矢に伝える。

### 国分の関係者
国分 貴江（こくぶ たかえ）
絋一の姉。化粧品関係の会社ケイ・カンパニーの経営者。32歳。大田区にある自宅マンションで首吊り自殺していたのを訪ねてきた友人に発見される。
佐伯 早苗（さえき さなえ）
国分姉弟の叔母。絋一の葬儀の際に関矢から取材され、絋一は姉の自殺の動機は会社の資金難以外にあると漏らしていたと教える。
吉井 桂子（よしい けいこ）
フローレンス化粧品の社員。ケイ・カンパニーの元役員。40過ぎくらいで背が高く痩身。

### 中野「霧」事件の関係者
5年前、自殺願望者が集うパソコン通信のネット掲示板「MIST」の会員5名がいずれも鋭利な刃物で喉から頸動脈を切断され殺害された未解決事件。
升本 明美（ますもと あけみ）
最初の被害者。キャバクラ嬢。19歳。自宅アパートで死後数日が経った死体が発見される。
秋川 充（あきかわ みつる）
二番目の被害者。独身のサラリーマン。35歳。川越市内の一戸建ての自室で、旅行から帰って来た同居する両親に死体を発見される。
秋川 充（あきかわ みつる）
三番目の被害者。OL。25歳。仕事上での悩みを抱え会社に遺書とみられる書置きを残し失踪、富士の樹海で死体が発見される。
水原 唱（みずはら しょう）
四番目の被害者。娼婦。30歳。自宅からヘロインが押収された逮捕歴のある女性。新宿の自宅アパートで死体が発見される。
吾妻 清彦（あずま きよひこ）
五番目の被害者。商社マン。50歳代。横浜市内の住宅街にある小公園で惨殺死体が発見される。膵臓がんを宣告され「死にたい」と漏らしていた。
彼の捜査を担当した神奈川県警の捜査員が上記5名の殺害方法の共通点に気づく。
川嶋 藤一郎（かわしま とういちろう）
ネット掲示板「MIST」の主宰者。26歳の大学院生。警察がネットの存在に気づき中野のマンションを捜索する2日前に中央線で投身自殺を遂げる。

### その他
莉子（りこ）
高卒で会社勤めのため少年の住むアパートに越してきた女性。チョコ菓子をあげるなど少年と仲良くなるが、男ができると水商売に身を置く。
男と全裸で抱きあう姿を目撃した少年に衝撃を与え、ある夜、男が出て行った部屋で全裸で喉を切り裂かれているのをその少年に発見され、ナイフを差し出しさらに喉を切り裂くよう少年に頼み絶命する。

## 書籍情報
- 単行本：双葉社、2002年11月30日、ISBN 978-4-57-523451-0[2]
- 文庫本：双葉文庫、2005年7月11日、ISBN 978-4-57-551021-8[1]